# Zenon Białobrzeski
Zenon Henryk Białobrzeski (ur. 26 marca 1951 w Łomży) – polski samorządowiec, działacz Polskiego Stronnictwa Ludowego. W latach 1981–1990 naczelnik gminy Zbójna, w latach 1990–2018 wójt gminy Zbójna. Od 2018 radny powiatu łomżyńskiego.

## Życiorys
W latach 1981–2018 pełnił funkcję zarządcy gminy Zbójna. W wyborach samorządowych w 2018 zdecydował się na start do rady powiatu łomżyńskiego, zdobywając 777 głosów mieszkańców gmin Nowogród i Zbójna, co pozwoliło mu na objęcie mandatu radnego.
Od 2007 jest przewodniczącym Rady Programowej Lokalnej Grupy Działania Kraina Mlekiem Płynąca w Małym Płocku. Był współorganizatorem i założycielem Związku Gmin Kurpiowskich Puszcza Zielona, którego celem jest: integrowanie Kurpiów i ludzi związanych z regionem oraz ocalanie duchowego i materialnego dziedzictwa kulturowego Kurpiów. Przez jedną kadencję był członkiem Wojewódzkiej Rady Zatrudnienia w Białymstoku i przez trzy kadencje przewodniczącym Powiatowej Rady Zatrudnienia w Łomży. Przez pięć kadencji był członkiem Zarządu Związku Gmin Wiejskich Województwa Podlaskiego. Przez dwie kadencje pełnił funkcję prezesa Koła Towarzystwa Przyjaciół Ziemi Łomżyńskiej. Był członkiem Rady Regionalnej Związku Gmin Wiejskich Rzeczypospolitej Polskiej. Pełni funkcję wiceprezesa zarządu Oddziału Wojewódzkiego Związku Ochotniczych Straży Pożarnych w Białymstoku. Podczas zajmowania stanowiska wójta gminy Zbójna współpracował z gminą Jaszuny w Republice Litewskiej, wspierając jej starania w zakresie utrzymania polskości.
W wyborach parlamentarnych w 2019 kandydował bez powodzenia z ramienia Polskiego Stronnictwa Ludowego (przy poparciu Koalicji Obywatelskiej i komitetu SLD) do Senatu RP w okręgu wyborczym nr 59.

## Odznaczenia
- 1990: Medal „Za Zasługi dla Pożarnictwa”[2],
- 2002: Złoty Medal za zasługi dla polskiego ruchu olimpijskiego[2],
- 2005: Złoty Krzyż Zasługi[2][8],
- 2015: Krzyż Kawalerski Orderu Odrodzenia Polski[9].